# طارق كوهن
طارق كوهن (بالإنجليزية: Tarik Cohen)‏ هو لاعب كرة قدم أمريكية أمريكي، ولد في 26 يوليو 1995 في بان في الولايات المتحدة.

## وصلات خارجية
- طارق كوهن على موقع الاتحاد الدولي لألعاب القوى (الإنجليزية)
- طارق كوهن على موقع TFRRS.org (الإنجليزية)
- طارق كوهن على موقع إي إس بي إن.كوم (أن.أف.أل)3
- طارق كوهن على موقع مرجع كرة القدم المحترفة.كوم (الإنجليزية)